# Clermont (Oise)
Clermont – miejscowość i gmina we Francji, w regionie Hauts-de-France, w departamencie Oise.
Według danych na rok 1990 gminę zamieszkiwały 8934 osoby, a gęstość zaludnienia wynosiła 1538 osób/km² (wśród 2293 gmin Pikardii Clermont plasuje się na 23. miejscu pod względem liczby ludności, natomiast pod względem powierzchni na miejscu 802.).